# Nordertor
Nordertor (in danese Nørreport) è una porta cittadina della città tedesca di Flensburgo. Viene considerata uno dei simboli della città.

## Descrizione
Nordertor presenta una volta ad arco che funge da ingresso ed è sormontata da un timpano a gradini. Nella facciata settentrionale sono presenti due targhe commemorative. Quella a sinistra, risalente probabilmente all'epoca in cui venne costruito il monumento e pertanto la più vecchia delle due, reca lo stemma reale di Cristiano IV di Danimarca e la frase latina Regna Firmat Pietas (lett. "la pietà rafforza il regno"), mentre quella a destra raffigura lo stemma di Flensburgo e la scritta in lingua tedesca Friede ernährt, Unfrieden verzehrt (lett. "la pace nutre, il conflitto divora"). La porta comprende al suo interno degli uffici, i quali sono situati sopra l'arco di accesso.

## Storia
La costruzione delle mura cittadine di Flensburgo ebbe inizio nel 1345. Prima che Nordertor la sostituisse intorno al 1595, esisteva una porta cittadina, collocata nella sezione settentrionale delle mura di Flensburgo, conosciuta come Norder Porte. Entrambe le porte venivano in passato chiuse nottetempo per salvaguardare la città. Nordertor venne restaurata nel 1767, all'epoca di Cristiano VII di Danimarca. Nel 1796, quando venne abolito il divieto di costruire all'infuori della città, venne edificato il sobborgo di Neustadt. Di conseguenza, la porta cessò di segnare il confine settentrionale. Tra il 1913 e il 1914 Nordertor venne restaurata dall'architetto Paul Ziegler e vi fu aggiunto un orologio. Nel 1966 la Deutsche Bundespost emise un francobollo raffigurante Nordertor. Negli anni 1990, vennero effettuati ulteriori restauri e l'orologio rimosso.

## Galleria d'immagini

Francobollo del 1966 raffigurante Nordertor
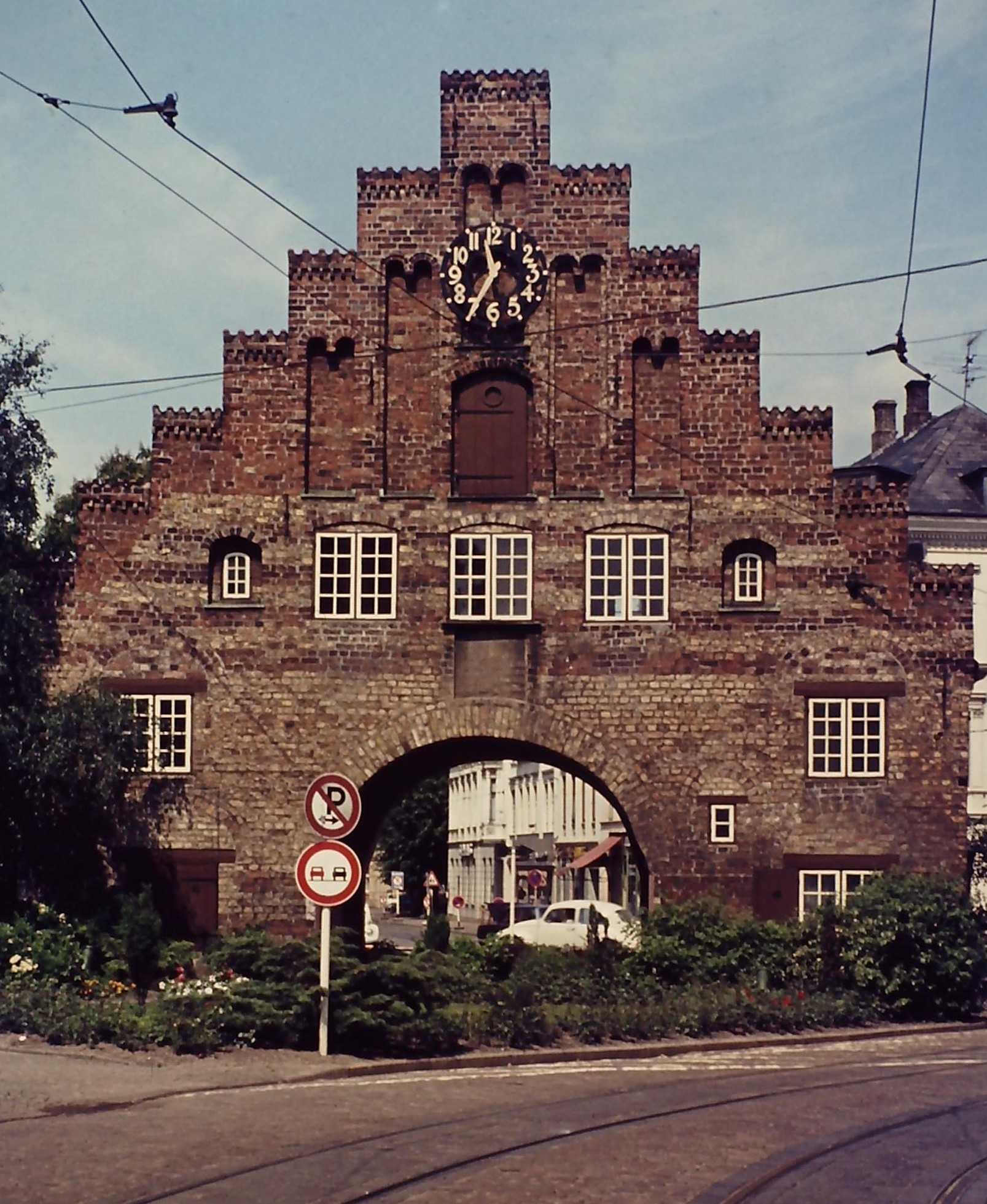
Nordertor con l'orologio nel 1972
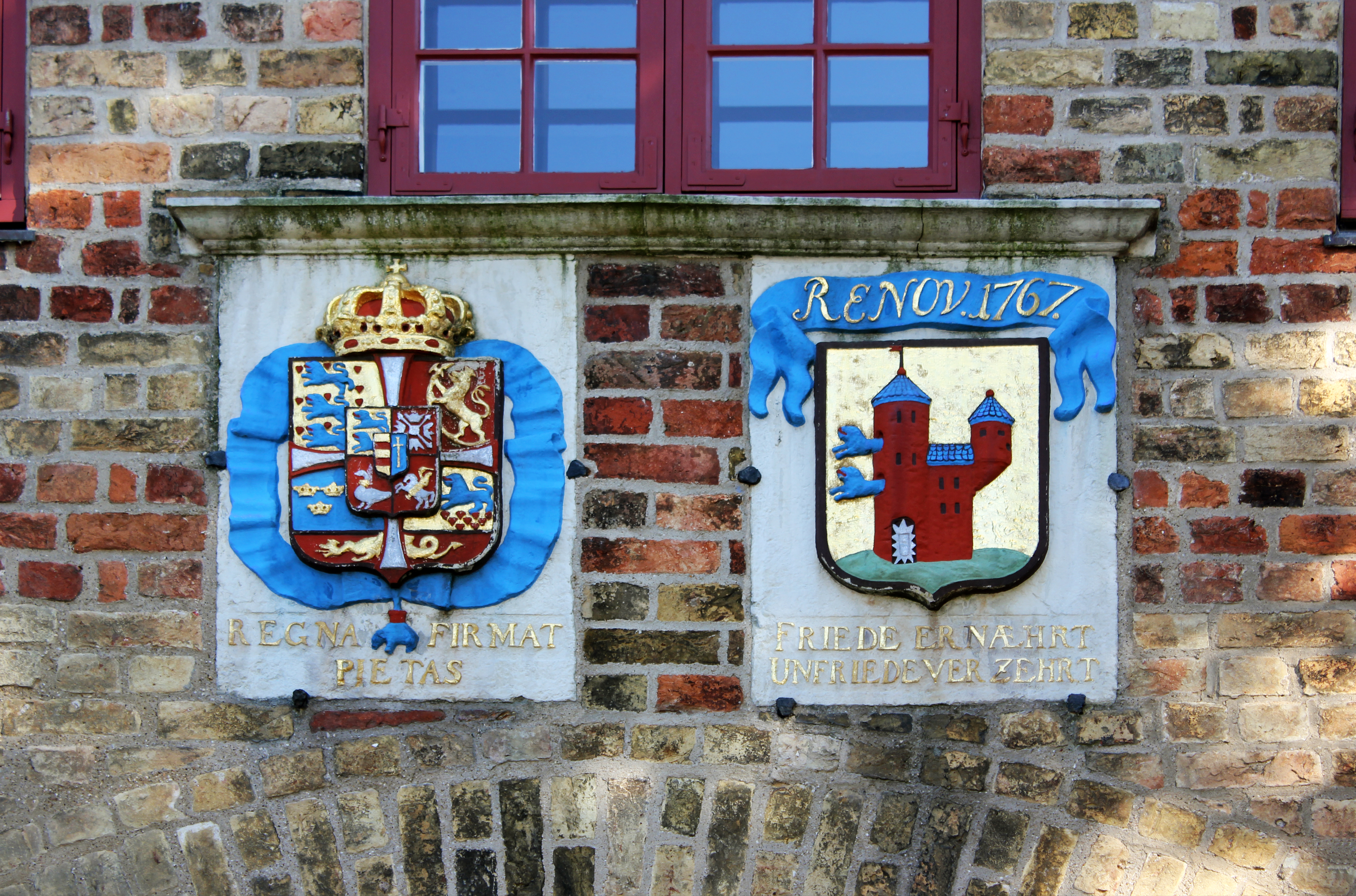
Particolare degli stemmi sul lato nord di Nordertor